# Ốc mắt chim trĩ
Arestorides argus, tên tiếng Anh: eyed cowrie, là một loài ốc biển, là động vật thân mềm chân bụng sống ở biển trong họ Cypraeidae, họ ốc sứ.

## Phụ loài
Two subspecies are recognized:
- Arestorides argus argus (Linnaeus, 1758)
- Arestorides argus contrastriata (Perry, 1811): common name: pheasant cowrie

## Miêu tả
Thân hình bầu dục và các hoa văn trên vỏ ốc nhìn tựa như mắt của loài chim trĩ

## Phân bố
Loài này và các phân loài của nó phân bố ở biển dọc theo Aldabra, Chagos, Comoros, Kenya, Madagascar, vùng bể Mascarene, Mauritius, Mozambique, Réunion, Seychelles, Somalia, Tanzania và Việt Nam.

## Hình ảnh

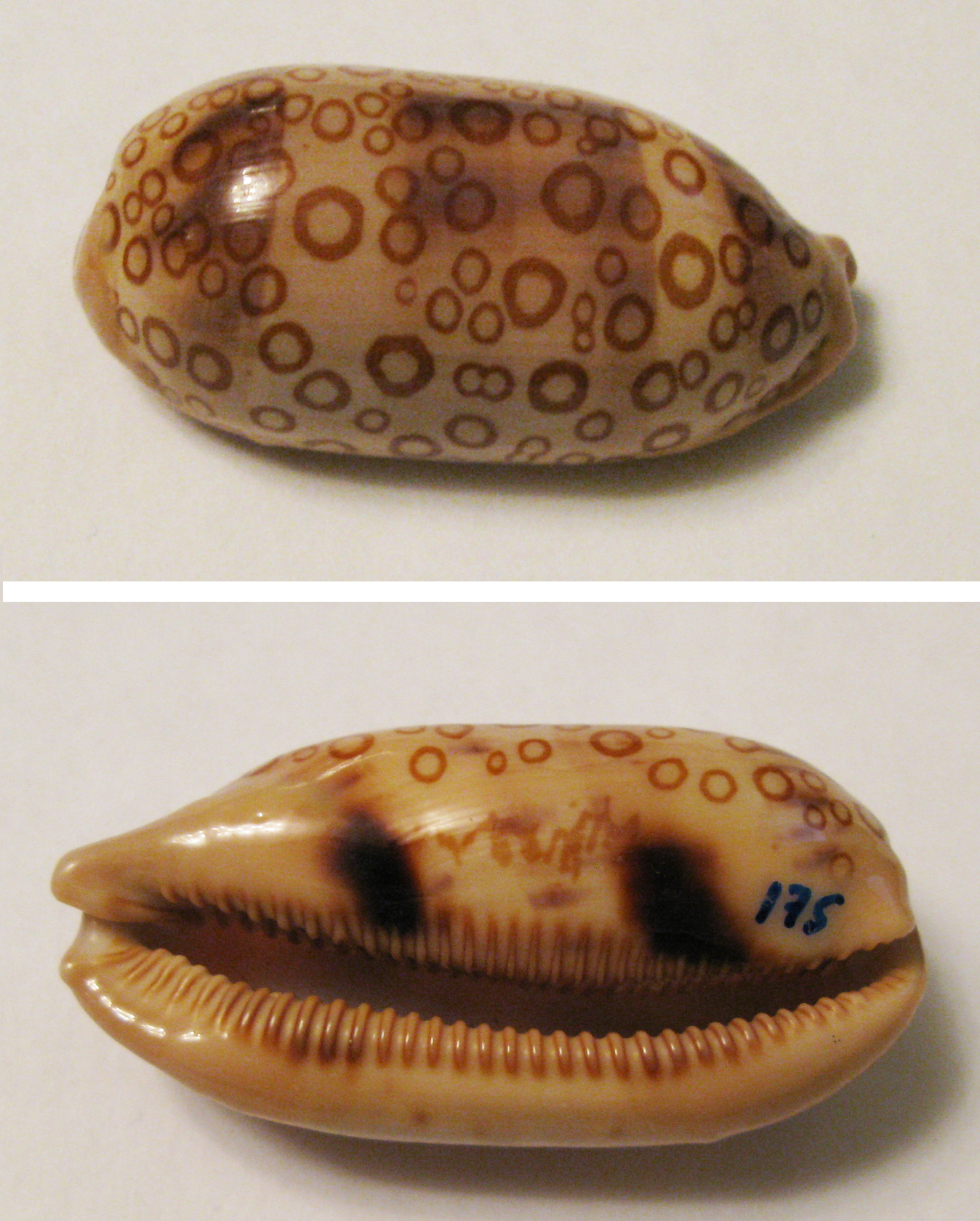
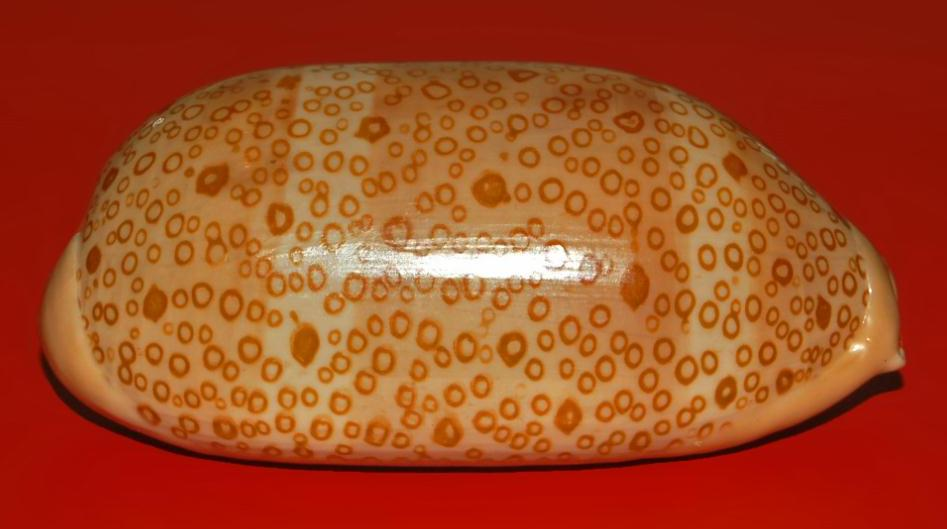
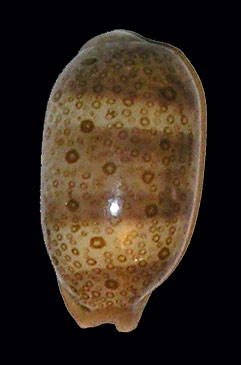
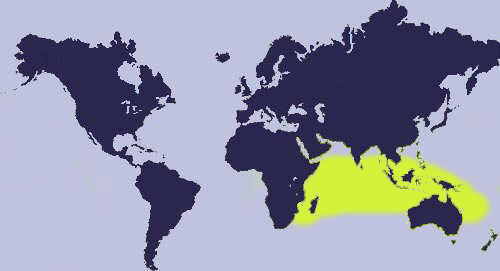